# جائزة رئاسة الفيفا

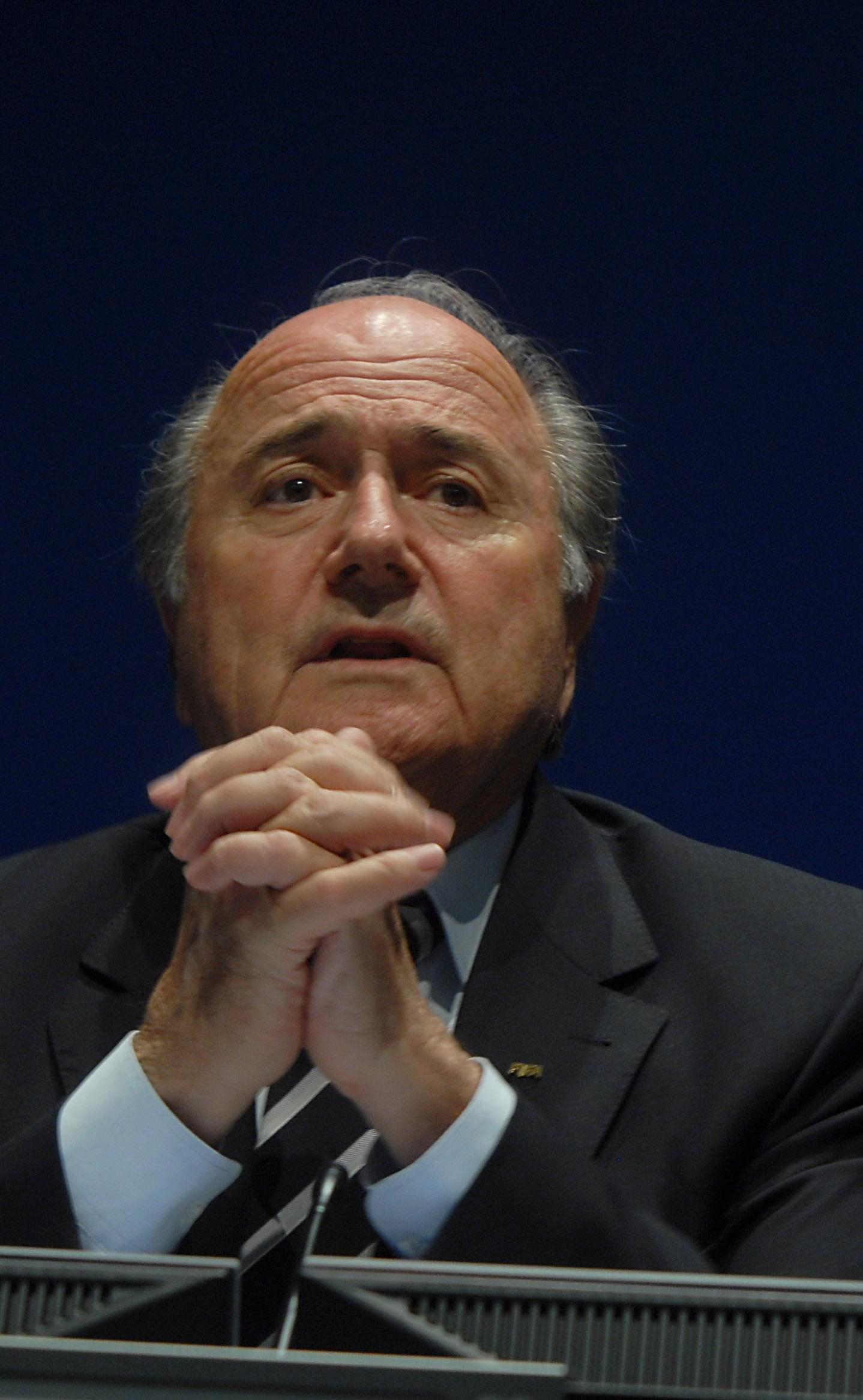

جائزة رئاسة الفيفا (بالإنجليزية: FIFA Presidential Award) كانت الجائزة تُمنح سنويًا في حفل لاعب العالم. تم منحها لأول مرة من قبل رئيس الفيفا جوزيف بلاتر آنذاك في عام 2001، ولم يتم منحها منذ عام 2014 بسبب تعليق بلاتر من جميع أنشطة كرة القدم في عام 2015.

## قائمة الفائزون
| العام | جائزة رئاسة الفيفا         | الملاحظات |
| ----- | -------------------------- | --- |
| 2001  | مارفن لي                   | مُنح لقائد ترينيداد وتوباغو السابق تحت 20 سنة والذي أصيب بالشلل بعد إصابة تعرض لها في مباراة دولية لهم في مارس 2001. |
| 2002  | بارميندر ناغرا             | مُنحت لدورها كجيس، في فيلم كرة القدم لفها مثل بيكام، الذي صور فتاة بنجابية نشأت في غرب لندن مصممة على لعب كرة القدم، على الرغم من الاعتراضات القوية من عائلتها. "يتعامل الفيلم مع قضايا التوافق الثقافي ويخدم بشكل رائع لتسليط الضوء على كرة القدم النسائية باعتبارها لعبة لجميع النساء من جميع الثقافات." |
| 2003  | الاتحاد العراقي لكرة القدم | مُنحت لطاقة الأمة وتصميمها على دفع تطوير كرة القدم إلى الأمام على الرغم من الوضع الصعب في البلاد. ومثّل الجالية العراقية في الحفل حسين سعيد[A] و بيرند شتانغه[B] وحسام فوزي. [C] |
| 2004  | هايتي                      | مُنحت تقديراً لمباراة هايتي والبرازيل "مباراة من أجل السلام" التي لعبها المنتخبان الوطنيان في بورت أو برانس في 18 أغسطس، والتي استخدمت كرة القدم للجمع بين الناس ومحاربة التمييز. |
| 2005  | أندرس فريسك                | حصل على الجائزة بعد اعتزال سابق لأوانه، ولمسيرته كحكم دولي رائد في مارس 2005، بعد تهديدات بالقتل وسوء معاملة له ولعائلته بعد مباراة في دوري أبطال أوروبا بين تشيلسي وبرشلونة. |
| 2006  | جاشينتو فاكيتي             | مُنح بعد وفاته بعد أن خسارة معركته مع سرطان البنكرياس في وقت سابق من العام. يُعرف أنه أحد الآباء المؤسسين لأسلوب لعب الكاتيناتشو. كما تم الثناء عليه من كرئيس لإنتر ميلان سابقًا ولخدمته كعضو في لجنة الفيفا لكرة القدم وكمدرب في الفيفا. |
| 2007  | بيليه                      | حصل على جائزة بعد 50 عامًا من بدايته الدولية تقديراً للخدمات المتميزة للعبة وبشكل أكثر تحديداً مساهمته الهائلة في نمو كرة القدم من حيث الشعبية ولفت الأنظار. وأيضًا لاستخدام وضعه الفريد باعتباره "أفضل لاعب عرفه العالم على الإطلاق" لمحاربة الظلم الاجتماعي والفقر والتمييز. يؤدي هذا الدور كسفير لليونسكو ومنظمة الصحة العالمية، وداخل اليونيسف وكرة القدم نفسها، ليس أقلها من خلال عضويته في لجنة كرة القدم التابعة للفيفا. |
| 2008  | كرة القدم النسائية         | مثلت هيذر أورايلي كرة القدم النسائية وحصلت على الجائزة. |
| 2009  | رانيا ملكة الأردن          | لالتزامها الذي أظهرته بمبادرة "هدف 1: التعليم للجميع"، التي شجعت الملايين من السياسيين والموسيقيين ولاعبي كرة القدم ومشجعي كرة القدم في جميع أنحاء العالم لتوفير الوصول إلى التعليم للجميع. |
| 2010  | ديزموند توتو               | [ 15 ] |
| 2011  | أليكس فيرغسون              | [ 16 ] |
| 2012  | فرانتس بكنباور             | [ 17 ] |
| 2013  | جاك روج                    | [ 18 ] |
| 2014  | هيروشي كاغاوا              | [ 19 ] |

## الملاحظات
A^: رئيس الاتحاد العراقي لكرة القدم وقتها.
B^: مدرب منتخب العراق لكرة القدم وقتها.
C^: قائد منتخب العراق لكرة القدم وقتها.